# Капитан Коте (музей)
„Капитан Коте“ (на гръцки: Μουσείο „Καπετάν Κώτας“) е музей в леринското село Руля (Котас), Гърция, посветен на родения в селото деец на гръцката въоръжена пропаганда в Македония в началото на XX век Коте Христов (на гръцки Котас Христу).

## История
Коте Христов е рулски гъркоманин, сражавал се на гръцка страна с българските чети на ВМОРО и смятан в Гърция за пионер на така наречената Македонска борба. Родната му къща в Руля е превърната в музей по решение на министерството на Македония и Тракия, който е открит тържествено в 1995 година от гръцкия президент Константинос Стефанопулос. Поддържан е от Обществото „Приятели на Музея на Македонската борба“ и сътрудничещи си женски общества.
На приземния етаж са изложени три носии, принадлежащи на Котевата фамилия, както и домашни уреди и сечива. На първия етаж има оръжия от времето на Македонската борба, както и фотографии на гръцки андартски бойци от Леринско и Костурско.
- Родната къща на Коте, в която се помещава музеят
- Портрет на Коте
- Паметник на Коте в Руля